# Richard Johns Bowie
Richard Johns Bowie (ur. 23 czerwca 1807, zm. 12 marca 1881) – amerykański prawnik i polityk związany z Partią Wigów. W latach 1849–1853 przez dwie kadencje Kongresu Stanów Zjednoczonych był przedstawicielem pierwszego okręgu wyborczego w stanie Maryland w Izbie Reprezentantów Stanów Zjednoczonych.